# Македонско студентско дружество „Вардар“
Македонското студентско дружество „Вардар“ е организация на студентите в Софийския университет, бежанци от областта Македония, основана в 1920 година. Организацията е наследник на Македонската студентска корпорация „Гоце Делчев“ и е в близки отношения с Вътрешната македонска революционна организация до забраната и на двете след Деветнадесетомайския преврат от 1934 година.

## История
В 1920 година, основаната през лятото на 1919 година Македонска студентска корпорация „Гоце Делчев“, подобно на останалите македонски организации в България е обхваната от вътрешни раздори. Проведените няколко събрания за възстановяване на единството не дават резултат и през 1920 година тридесетина души от организацията се отцепват и на нейно място създават Македонското студентско дружество „Вардар“. В първото настоятелство влизат велешаните Любомир Весов и Илия Кушев, дойранчанининът Илия Бугарчев, щипяните Зора Здравева и Иван Михайлов (председател), прилепчаните Йордан Чкатров и Петър Колищърков, крушовчанинът Кръстьо Велянов и Стоян Керемидчиев от Серско.
В устава си „Вардар“ си поставя за цел да работи за всестранно издигане на студентите от Македония в културно-просветно и обществено-политическо отношение, да възпитава членовете си в единство и солидарност, да развива културно-политическа дейност и да се бори за постигането на Автономна Македония (член 2). За постигането на целта дружеството редовно ще организира беседи с културно-просветен характер, ще създаде своя библиотека, ще издава брошури (членове 3 и 4). Член на „Вардар“ може да е всеки студент в Софийския университет от Македония.
През март 1920 година „Вардар“ издава позив към бежанските организации, в който се обяснява, че дружеството е създадено като реакция срещу чуждите сили, които се опитват да хвърлят македонските бежанци в самоунищожителна борба, и се стреми да обедини македонските студенти, да ги подготви всестранно и да ги възпита у тях чувство на национален дълг, родолюбие и готовност за саможертва в името на освободителния идеал. Позивът се обръща към всички, на които е присърце каузата на македонските българи, да подкрепят дружеството.
Дружеството развива активна културно-политическа и издателска дейност и бързо се налага като водещ център на българската младеж от Македония. Публикува много книги и брошури. Издава и годишника „Вардар“. Заема се със създаването на богата библиотека; отправя апел към всички българи, участвали в националнооосвободителните борби в Македония, да напишат спомените си, да събират документи, снимки, всякакви материали и да ги предават в библиотеката на дружеството, където се формира архив.
Дружество „Вардар“ се стреми, както е отбелявано в отчетния доклад за времето от 1920 до 1924 година, към подготовка на високо образовани младежи, познаващи най-подробно историята на българския народ като цяло и в частност историята на македонския въпрос след Берлинския конгрес, които да могат да обясняват и защитават каузата на македонските българи. Борбата във Вардарска и Егейска Македония е национална и общонародна задача и поради това тя не може да бъде класова, съсловна или партийна, затова в дружеството се приемат младежи с различни идейни убеждения.
Организацията поддържа контакти с Българския национален студентски съюз, с Македонския младежки съюз (ММС) и с Македонския студентски съюз в чужбина (МССЧ). Установява редовни връзки с националните студентски съюзи на Австрия, Унгария, Чехословакия, Германия и други. Редовно следи и изнася пред българската и световната общественост престъпленията на властите в Македония (например през 1923 и 1924 година отправя обширни изложения до Обществото на народите (ОН) и световната академична младеж по повод на масови избивания на българи във Вардарска и Егейска Македония, през 1925 пише до ОН и Лигата за правата на човека и гражданина в Париж за гръцкото нахлуване и зверства в Петричко и много други). Общо за периода 1922 – 1927 година отправя над 60 протестни изложения, апели и меморандуми до различни правителства, международни институции и организации.
През април 1925 година членки на Дружество „Вардар“ основават Задругата на македонските девойки, която действа напълно подкрепяйки дружеството и Студентския съюз в чужбина. Свързва се с редица женски организации (Международната организация на жените в Женева, Лигата на жените за мир в Париж и други), където разяснява македонския въпрос и положението и борбите на македонските българки. На 16 октомври 1925 година в ново настоятелство са избрани Любен Димитров (председател), Б. Мирчев (подпредседател), Петър Ацев (секретар), Ел. Габровска (касиер) и Бл. Гелев (съветник).
Председатели на дружеството са Иван Михайлов (Щип), Йордан Чкатров (Припеп), Васил Шалдев (Гумендже), Кирил Дрангов (Скопие), Асен Аврамов (Скрижово), Любен Димитров (Битоля), Петър Ацев (Скопие) и Живко Гелев (Скопие).
Организацията е забранена след Деветнадесетомайския преврат през 1934 година.
Неин наследник е създадената в 1935 година Македонска студентска корпорация „Шар“, съществувала до закриването ѝ след Деветосептемврийския преврат през 1944 година.

- Джидровъ, Петъръ. Проблемътъ за Македония.   София, Македонско Студентско Дружество „Вардаръ“, Придворна печатница, 1930.
- Джидровъ, Петъръ. Единството въ македонското движение.   София, „Вардаръ“. Македонско Студентско Дружество, Библиотека „Вардаръ“ – № 1, Печатница Божинови – София, ул. Солунъ № 30, 1931.